# Pinanga hookeriana
Pinanga hookeriana är en enhjärtbladig växtart som beskrevs av Odoardo Beccari. Pinanga hookeriana ingår i släktet Pinanga och familjen Arecaceae.
Artens utbredningsområde är Assam (Indien). Inga underarter finns listade i Catalogue of Life.